# Lewis Carroll Epstein
Lewis Carroll Epstein é autor de livros sobre física para leigos, que usam uma combinação idiossincrática de ilustrações e desafios mentais de página única para atrair o leitor a explorar conceitos avançados de mecânica clássica, teoria quântica e relatividade .
Seus livros "Thinking Physics" e "Thinking Physics is Gedanken Physics" foram republicados por quase 30 anos, sendo que o primeiro está na lista de leitura científica recomendada do laboratório de aprendizagem "Exploratorium". Ele atribui seu estilo de ensino à experiência com a apresentação de depoimentos técnicos a tribunais de júri e audiências parlamentares.
As principais contribuições de L. C. Epstein para o ensino da teoria da Relatividade restrita a leigos foram reproduzidas por David Eckstein na obra "Epstein Explains Einstein", que explora "Os Mitos de Epstein", explicações originalmente publicadas no livro "Relativity Visualized".
No ensino da Relatividade, Epstein substitui os Diagramas de Minkowski pelo que Eckstein chamou de "Diagramas de Epstein", que descrevem os eventos com base no "Dogma de Epstein", segundo o qual "Todo mundo está se movendo, sempre e em qualquer lugar, à velocidade da luz ('c') no espaço-tempo quadri-dimensional".

Os "Diagramas de Epstein" explicam mais facilmente os fenômenos da dilatação do tempo, da contração do comprimento e da dessincronização dos relógios. A esse respeito, no prefácio de seu livro, Eckstein afirma o seguinte:
Minha experiência é a de que, após um curto período de tempo, os alunos consideram os diagramas de Epstein como autoexplicativos! Os diagramas de Epstein são quantitativamente corretos e mais simples de desenhar e ler do que os diagramas mais amplamente utilizados do tipo Minkowski.

### Não ficção
- Thinking Physics is Gedanken Physics (1979,ISBN 0-935218-06-8 )
- Thinking Physics (1981,ISBN 978-0-935218-02-2 ), em coautoria com o físico Paul G. Hewitt
- Thinking Physics, Understandable Practical Reality,  3ª Edição (2009) ISBN 978-0-935218-08-4 ), autor e ilustrador Lewis Carroll Epstein,[1] Lewis Carroll Epstein (2009), Thinking physics Thinking Physics, Third ed. , San Francisco: Insight Press
  - traduzido para o alemão por Hans-Erhard Lessing como Denksport-Physik: Fragen und Antworten
- Relativity Visualized (1984,ISBN 0-935218-03-3 ), mantido em acervo em mais de 7000 bibliotecas.
- Relativity Visualized "The Gold Nugget of Relativity Books" (2000, ISBN 978-0-935218-05-3 ),[14]
  - traduzido para a edição alemã Relativitätstheorie anschaulich dargestellt : Gedankenexperimente, Zeichnungen, Bilder

## Links externos
Resenhas de livros:
- http://relative2charmquark.wordpress.com/2011/04/12/thinking-physics/
- https://web.archive.org/web/20110824105821/http://physicsbookhub.blogspot.com/2011/03/thinking-physics-understandable.html

Livro online sobre a obra de Epstein:
- https://www.relativity.li/en/epstein2/read/V0_en

Palestra sobre a "Relativity Visualized" na City College de São Francisco (vídeo do YouTube):
- Pesquisar vídeo wYZ_zwTTdNo

Série de palestras complementares do livro  "Thinking Physics" (Playlist do YouTube):
- Pesquisar playlist PLNhGZ0j3OBI_4dH5yjzntWmSqhIC0yc9-